# Good Timin': Live at Knebworth England 1980
Good Timin': Live at Knebworth England 1980 è il quarto album live del gruppo musicale statunitense The Beach Boys, relativo ad un concerto svoltosi a Knebworth il 21 giugno 1980. Il disco venne pubblicato dalla Brother Records nel 2002 nel Regno Unito, e nel 2003 negli Stati Uniti.

## Il disco
L'album include anche un'estemporanea versione del canto Happy Birthday, dedicato dal pubblico e dagli altri membri dei Beach Boys a Brian Wilson, il cui compleanno era stato il giorno precedente all'esibizione.
Uscito anche in versione DVD, il disco autoprodotto dalla casa discografica di proprietà della band, la Brother Records, fece una breve permanenza in classifica, raggiungendo il 101º posto di Billboard 200.

## Tracce
- Tutti i brani sono opera di Brian Wilson & Mike Love, eccetto dove indicato.

1. Intro – 0:49
2. California Girls – 3:10
3. Sloop John B (Trad. Arr. Brian Wilson) – 3:04
4. Darlin' – 2:37
5. School Days (Chuck Berry) – 3:26
6. God Only Knows (Brian Wilson/Tony Asher) – 2:51
7. Be True to Your School – 2:27
8. Do It Again – 3:08
9. Little Deuce Coupe (Brian Wilson/Roger Christian) – 2:14
10. Cotton Fields/Heroes And Villains (Huddie Ledbetter & Brian Wilson/Van Dyke Parks) – 5:19
11. Happy Birthday Brian – 1:25
12. Keepin' the Summer Alive (Carl Wilson/Randy Bachman) – 3:42
13. Lady Lynda (Al Jardine/Ron Altbach) – 5:01
14. Surfer Girl (Brian Wilson) – 2:39
15. Help Me Rhonda – 4:05
16. Rock & Roll Music (Chuck Berry) – 2:22
17. I Get Around – 2:14
18. Surfin' USA (Brian Wilson/Chuck Berry) – 2:54
19. You Are So Beautiful (Billy Preston/Fisher) – 3:13
20. Good Vibrations – 6:03
21. Barbara Ann (Fred Fassert) – 2:46
22. Fun, Fun, Fun – 4:49

## Formazione
The Beach Boys
- Al Jardine - chitarra, voce
- Bruce Johnston - pianoforte elettrico, basso, voce
- Mike Love - voce
- Brian Wilson - pianoforte, pianoforte elettrico, voce
- Carl Wilson - chitarra, voce
- Dennis Wilson - batteria, pianoforte, voce

Musicisti aggiuntivi
- Ed Carter - chitarra
- Joe Chemay - basso, voce
- Bobby Figueroa - percussioni, batteria, voce
- Mike Meros - organo, sintetizzatore, pianoforte, pianoforte elettrico